# Bill Wallace
Bill Wallace est un fulleur américain né le 1er décembre 1945 à Portland, États-Unis. Artiste martial de renommée mondiale, il est souvent connu sous le surnom de superfoot, de par la rapidité de ses coups de pied gauches, plus rapide qu'une attaque du poing.
Bill Wallace a été champion du monde de karaté full-contact de 1974 à 1980. Il a grandement aidé à la diffusion de cette discipline présentée alors comme un nouvel aspect du karaté. Il est aujourd'hui président d'honneur de la FFBA (Fédération Française de Boxe Américaine).

## Biographie
Il commence l'apprentissage des arts martiaux en s'initiant au judo puis au karaté Shorin-ryu durant son séjour à l'armée de l'air américaine. Après ses premiers succès en compétition, il adopte le style émergent de karaté full contact duquel il va participer à la promotion. Il remporte 23 combats consécutifs entre 1974 et 1980, gagnant le titre de champion du monde des poids-moyens. Il prend sa retraite invaincu.
Son coup de pied circulaire lui a valu le surnom de superfoot. Ses coups pouvant atteindre des vitesses de l'ordre de 100 km/h. Il a surentrainé sa jambe gauche à la suite d'un accident de judo qui a laissé sa jambe droite affaiblie.